# Sticlă calcogenică
Sticlă calcogenică este o sticlă, ce conține unul sau mai mulți calcogeni (sulfură, seleniu, sau telur), dar nu și oxigen. Aceste sticle sunt materiale solide cu legătură covalentă. Poloniul este de asemenea un material calcogen, dar, din cauza radioactivității , nu este folosit. Materialele calcogenice se comportă foarte diferit de oxizi. În particular, din cauza benzilor interzise reduse (unde nu există electroni de conducție), propietățile electrice și optice ale sticlelor calcogenice și ale oxizilor sunt direfite.
Sticlele calcogenice clasice (de genul celor bazate pe sulf, ex: As-S, sau Ge-S) sunt formatori buni de sticle pentru un diapazon larg de concentrații.
Compuși calcogenici de tipul AgInSbTe sau GeSbTe sunt folosiți în discuri optice rescriptibile, sau în dispozitive de memorie cu fază variabilă. Acestea sunt sticle fragile, ele pot fi atât în fază amorfă, cât și cristalină. Schimbarea proprietăților optice și electrice face posibilă stocarea informației.
Un domeniu special al sticlelor calcogenice sunt materialele necristaline calcogenice, care au proprietăți semiconductoare 